# Centro Cívico de Hillsboro
El Centro Cívico de Hillsboro es un desarrollo de uso mixto construido por el gobierno en el centro de la ciudad de Hillsboro, en el estado de Oregón (Estados Unidos). El desarrollo incluye el ayuntamiento para la sede del condado de Washington, ubicado al oeste de Portland, Oregón. De los 24 281 m² del complejo, el Centro Cívico ocupa 15 329 m². El total de seis pisos para la estructura principal hace que el edificio sea el más alto de la ciudad, vinculado con el Tuality Community Hospital. Además de las oficinas de gobierno, el Centro Cívico incluye locales comerciales, plazas públicas y viviendas residenciales. El complejo fue construido para centralizar las funciones del gobierno de la ciudad bajo un mismo techo.
El diseño del complejo comenzó en 2002, y la construcción comenzó en 2003. Después de su finalización en 2005, el edificio recibió la certificación LEED Gold de sostenibilidad, el segundo ayuntamiento de los Estados Unidos en obtener esa distinción. Las tecnologías respetuosas con el medio ambiente utilizadas incluyen sen
El Centro Cívico de Hillsboro es un desarrollo de uso mixto construido por el gobierno en el centro de la ciudad de Hillsboro, en el estado de Oregón (Estados Unidos). El desarrollo incluye el ayuntamiento para la sede del condado de Washington, ubicado al oeste de Portland, Oregón. De los 24 281 m² del complejo, el Centro Cívico ocupa 15 329 m². El total de seis pisos para la estructura principal hace que el edificio sea el más alto de la ciudad, vinculado con el Tuality Community Hospital. Además de las oficinas de gobierno, el Centro Cívico incluye locales comerciales, plazas públicas y viviendas residenciales. El complejo fue construido para centralizar las funciones del gobierno de la ciudad bajo un mismo techo.
El diseño del complejo comenzó en 2002, y la construcción comenzó en 2003. Después de su finalización en 2005, el edificio recibió la certificación LEED Gold de sostenibilidad, el segundo ayuntamiento de los Estados Unidos en obtener esa distinción. Las tecnologías respetuosas con el medio ambiente utilizadas incluyen sensores de ocupación, ventilación que monitorea los niveles de dióxido de carbono para determinar cuándo activar, vidrio exterior de alto rendimiento para reducir la pérdida de calor y paneles solares para generar electricidad.

## Historia
Los planes para el complejo de 24 281 m² comenzaron como parte del plan integral de la ciudad a 2020. Los planes elaborados por seis equipos de desarrolladores y arquitectos se presentaron en octubre de 2001. Estos incluían diseños de plazas públicas, una sucursal de biblioteca, unidades residenciales, locales comerciales y un nuevo ayuntamiento. Las propuestas formales se presentaron a principios de 2002. El proyecto buscaba consolidar el gobierno de la ciudad y anclar la remodelación del núcleo que revitalizaría el centro. Esto incluyó el plan para convertir el área en una zona con 18 horas de actividad diaria, en lugar de que los negocios cerraran a las 5 de la tarde, cuando lo hacen las oficinas de los gobiernos de la ciudad y el condado. Tambipén se planeó el espacio para acomodar conferencias de los gobiernos de la ciudad y del condado, y también de grupos privados.
En abril de 2002, Specht Properties fue seleccionada como desarrolladora del proyecto después de obtener una puntuación más alta con el comité designado por el consejo formado para calificar cada una de las tres propuestas de desarrolladores, con Gerding Edlen Development y Trammell Crow Company perdiendo frente a Specht. La construcción del complejo comenzó en junio de 2003 cuando se demolió un antiguo almacén de granos en el sitio para dejar espacio para el centro. Un total de ocho edificios fueron demolidos para hacer espacio al complejo como parte de la remodelación de un terreno abandonado.
Los planes también requerían espacio comercial, unidades de vivienda y una sucursal de biblioteca. Aunque se construyó la sección de la biblioteca, no se abrió una sucursal de la biblioteca en el sitio. LRS Architects diseñó el complejo con Skanska USA como contratista general. La ingeniería estructural fue realizada por KPFF Consulting Engineers, la ingeniería de servicios fue completada por Interface Engineering y la ingeniería civil del proyecto estuvo a cargo de WRG Design.
El edificio se terminó en enero de 2005 y los funcionarios y empleados de la ciudad se mudaron a los edificios a fines de marzo. Se llevó a cabo una gran inauguración pública el 16 de julio de 2005 para inaugurar oficialmente el centro. El costo total de la porción pública del proyecto fue de 34 millones de dólares, con una construcción por un total de 23,5 millones de dólares. Antes de la finalización, la ciudad alquiló el espacio en varios edificios del centro, incluido el Edificio de Servicios Públicos del condado, donde Hillsboro también celebró reuniones del consejo de la ciudad. Más tarde, en 2005, se agregó una cafetería como inquilino en parte del espacio comercial, y en 2007 el espacio del restaurante en el edificio se arrendó a NW Hayden Enterprises para un restaurante cuya apertura estaba programada para 2008. En abril de 2009, la plaza pasó a llamarse Tom Hughes Civic Center Plaza en honor a Tom Hughes, quien era alcalde cuando se construyó el edificio.

## Arquitectura
Diseñado por la firma con sede en Portland, LRS Architects, el Civic Center de Hillsboro es un moderno edificio de vidrio con una base de piedra y detalles de ladrillo. Hay dos edificios principales, el Centro Cívico que alberga oficinas gubernamentales y el Edificio Plaza que alberga locales comerciales. Las plazas que rodean las estructuras contienen un río de cuarcita con incrustaciones, jardineras de basalto y bancos de estilo victoriano. Además, fue diseñado con grandes ventanales orientados al norte para reflejar las secuoyas gigantes ubicadas al otro lado de la calle en el Palacio de Justicia del Condado de Washington, con árboles que datan de la década de 1880.

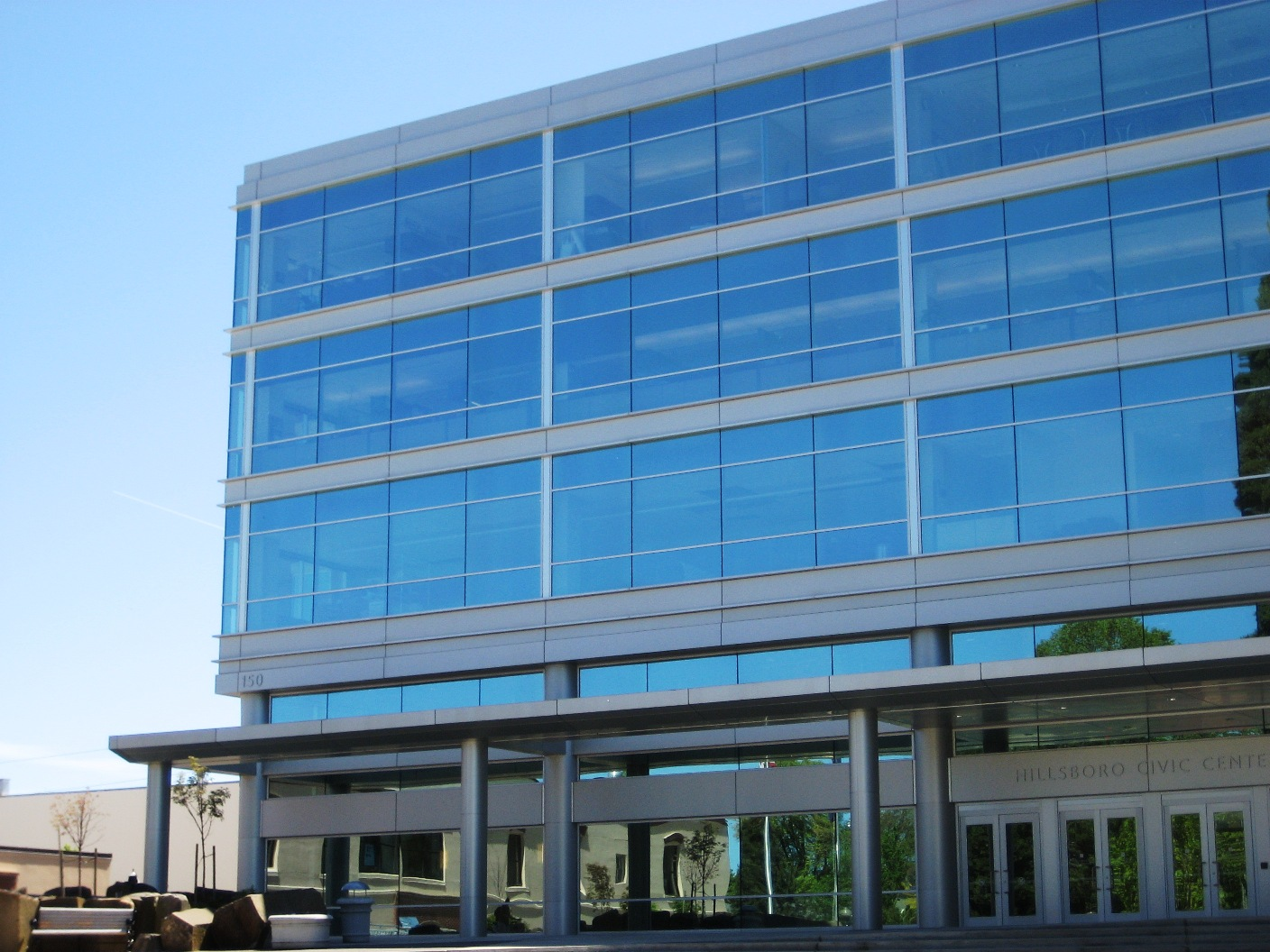
Oficinas gubernamentales en el Centro Cívico

Con un total de seis pisos de altura, el edificio está empatado para el edificio más alto en Hillsboro con Tuality Community Hospital de 24 m altura. El interior del edificio cuenta con techos altos en el primer piso y un gran espacio público abierto. La luz natural y las vistas exteriores están presentes en el 90 % de las oficinas del Ayuntamiento.

### Premios
Hillsboro Civic Center ganó el premio al Mejor Proyecto Público en el estado de Oregón en 2005 de la revista Northwest Construction para el contratista general Skanska USA. Es la primera sede municipal en Oregón que satisface todas sus necesidades energéticas con fuentes renovables. Durante el desarrollo, el proyecto primero tenía como objetivo obtener una certificación Silver del US Green Building Council. En cambio, el proyecto fue galardonado con la certificación de Liderazgo en Energía y Diseño Ambiental de Oro para la sustentabilidad ambiental por el Liderazgo del Consejo de Construcción Ecológica de Estados Unidos. Esta fue la segunda calificación Gold otorgada a un ayuntamiento en Estados Unidos después de que el ayuntamiento de Seattle obtuvo la distinción, y el séptimo edificio en Oregón en obtener ese nivel de certificación.
Los factores que contribuyeron a este premio incluyeron que durante la construcción, se recicló el 92 % de los desechos de la construcción y se utilizó tablero de trigo no madera en algunas de las paredes. Además, se instalaron 18 paneles solares en el edificio para generar energía para su uso en el edificio, y la ciudad adquirió toda la energía adicional a través de fuentes de energía renovables, financiadas en parte por Portland General Electric y la Fundación Ambiental de Bonneville, mientras que el edificio tiene un 42 % más de eficiencia energética que los edificios comparables. Otras comodidades amigables con el medio ambiente incluyen sensores de ocupación, ventilación que monitorea los niveles de dióxido de carbono para determinar cuándo activar, vidrio exterior de alto rendimiento para reducir la pérdida de calor, accesorios de baño infrarrojos y el uso de materiales de construcción reciclados, entre otros elementos.

## Servicios y uso

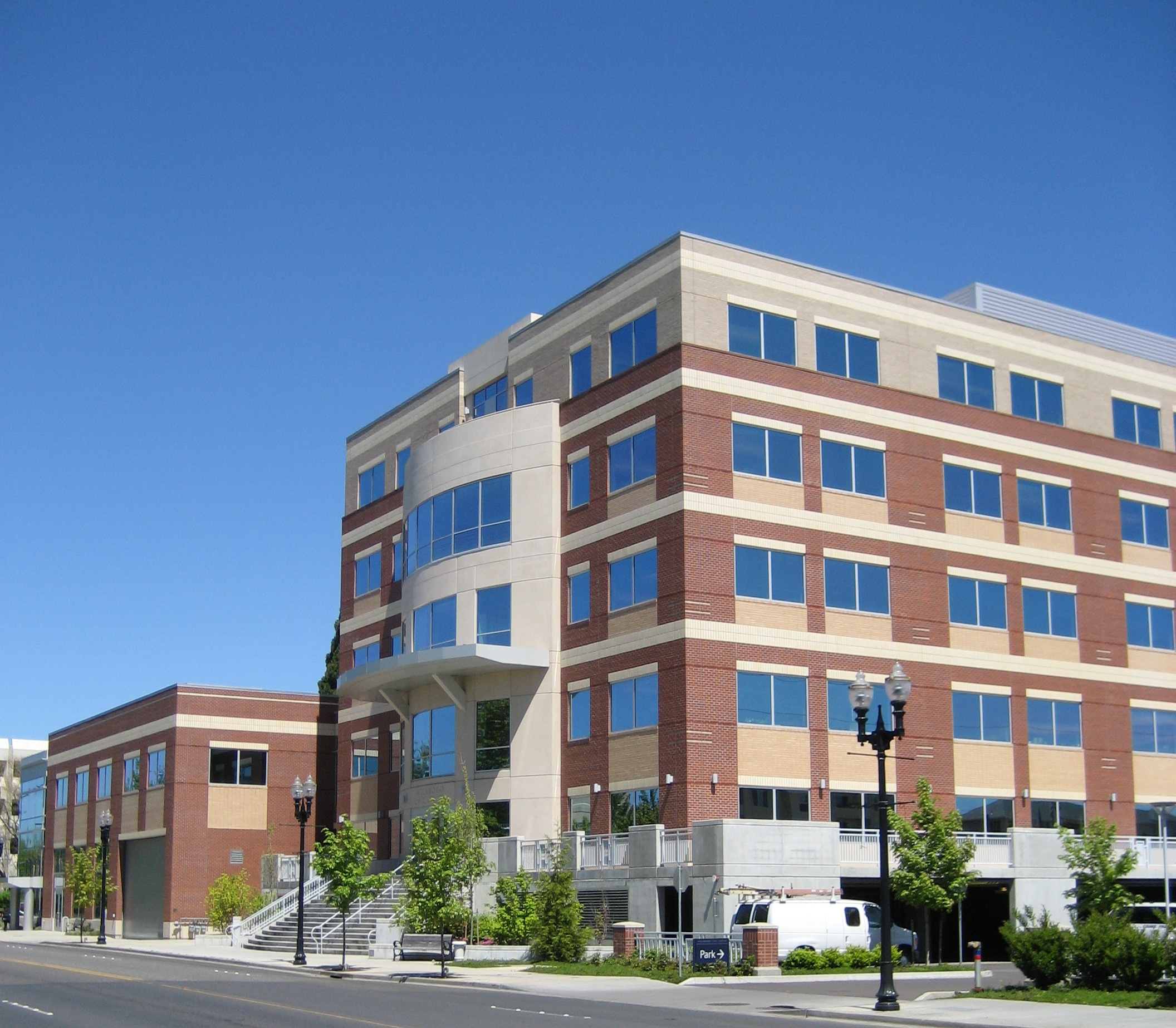
El lado oeste del Centro Cívico, al otro lado de 1st Street en Washington Street

El Centro Cívico se construyó en tres cuadras en el centro de la ciudad. El complejo tiene un total de 15 648 m². Alberga las plazas North y South. La primera comprende un anfiteatro al aire libre con capacidad para 700 personas. Inaugurado como Tom Hughes Civic Center Plaza, los edificios del Civic Center sirven como telón de fondo del anfiteatro, y al usar Main Street para aumentar el espacio, este puede acomodar hasta 5000 personas. South Plaza, por su parte, conecta las zonas gubernamentales con el área residencial de 120 unidades del desarrollo al sur. Ambas plazas tienen elementos acuáticos, incluida una fuente en la Plaza Norte de 2230 m² .
En la planta baja del ala norte del centro (llamado Edificio Plaza) hay un Starbucks de 149 m², mientras que los 1858 m² diseñados para la sucursal de la biblioteca permanecieron abiertos para uso futuro del gobierno en 2005. La mayor parte del segundo piso del edificio Plaza estuvo ocupado durante cinco años por el Museo del Condado de Washington, que se trasladó al espacio alquilado en el otoño de 2012 pero en otoño de 2017 volvió a su ubicación anterior, en el campus de Rock Creek de Portland Community College.
En las áreas gubernamentales hay una superficie de 353 m² donde se encuentran el centro de conferencias y cámaras del ayuntamiento. Esto incluye un auditorio de 250 localidades. El Centro Cívico alberga el mercado semanal de agricultores de temporada los sábados y un mercado los martes que presenta a varios proveedores, ambos utilizando el área de la plaza.
Desde 2007, los planes requerían un restaurante de lujo en un área de 353 m². Los servicios de la ciudad en el sitio incluyen el Departamento de Administración, planificación de la ciudad, la oficina del registrador de la ciudad, y el tribunal municipal, entre otros. El Centro Cívico también alberga la oficina del alcalde y es el lugar de las reuniones bimensuales del consejo de ciudad.